# Reserva de producción de fauna Marino Costero Puntilla Santa Elena
La Reserva de Producción de Fauna Marino Costero Puntilla Santa Elena (REMACOPSE) es una área protegida de Ecuador. Se encuentra en la parte occidental del país, en la región litoral, en la ciudad de Salinas, comparte el terreno con el sitio turístico La Chocolatera provincia de Santa Elena. Tiene una extensión de 52.231 hectáreas marinas y 203 hectáreas terrestres. En el mar se encuentran 16 especies de mamíferos, incluidas dos especies de lobos marinos, siete especies de ballenas (destaca la ballena jorobada) y siete especies de delfines. En el área terrestre se encuentran mamíferos como la zarigüeya, varios tipos de lagartijas, iguanas, serpientes y sapos, y aproximadamente 80 especies de plantas típicas de las zonas áridas de la costa ecuatoriana. Se pueden ver aves costeras emblemáticas del país, como piqueros, pelícanos, gaviotines y petreles.